# 날벼락
《날벼락》은 한국에서 제작된 이두용 감독의 1971년 영화이다. 박노식 등이 주연으로 출연하였고 홍정기 등이 제작에 참여하였다.

## 출연

### 주연
- 박노식
- 김정훈
- 최지희

### 조연
- 한태일